# مديرية دار سعد

تعديل مصدري - تعديل

مديرية دار سعد إحدى مديريات محافظة عدن في اليمن. بلغ عدد سكانها 79712 نسمة عام 2004.

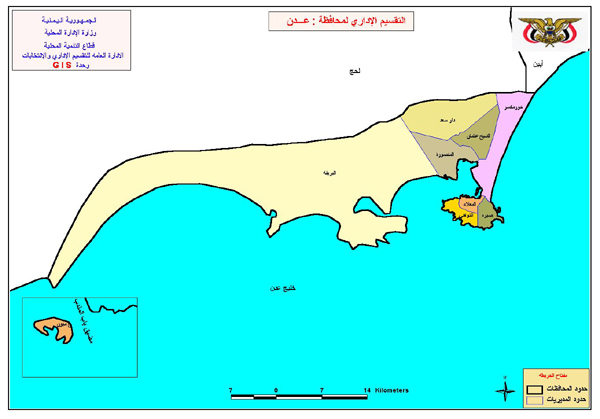
موقع مديرية دار سعد في محافظة عدن

سميت بهذا الاسم نسبةً للأمير سعد بن سالم سنة 1299هـ كما ورد في كتاب (هدية الزمن في أخبار ملوك لحج و عدن)؛ تأليف أحمد فضل بن علي محسن العبدلي المعروف بالقمندان، وقد ذكر في صفحة 14 التالي: 
.

## التقسيم الإداري
الأحياء التابعة للمديرية:
| حي               | عدد المساكن | عدد الأسر | الذكور | الأناث | الإجمالي |
| ---------------- | ----------- | --------- | ------ | ------ | -------- |
| حي 7 أكتوبر، عدن | 8312        | 8331      | 26910  | 24901  | 51811    |
| حي أول مايو، عدن | 4215        | 4154      | 14008  | 12373  | 26381    |
| الإجمالي         | 12527       | 12485     | 40918  | 37274  | 78192    |